# 宮下道央
宮下道央（3月8日—），日本男性配音員、舞台演員。出身於大阪府。A型血。

## 人物簡介
以前經歷OFFICE野澤（野澤雅子主宰），現所屬劇團Moonlight（同樣由野澤雅子主宰）。
興趣是觀賞體育賽事。特長為軟式網球、講關西方言。

## 演出作品
※粗體字表示說明飾演的主要角色。

### 電視動畫
1998年
- 超速搖搖（櫻場情一）

1999年
- 小魔女DoReMi（中田幸治、勤奮兔、艾貝克 等）
- 快感指令（日语：快感・フレーズ）（艾吉）
- 索斯機械獸（布魯）

2000年
- 鈴鐺貓娘 聖誕節特輯（黑色加碼軍團團員）
- BOYS BE…（皆川學）
- 愛上壞壞的死神（男學生A）
- 純情房東俏房客（白井功明[2]、美雄、椎 等）
- 純情房東俏房客 聖誕特別篇（白井功明）
- 六門天外（助手3）

2001年
- 新白雪姬傳說（店長）
- 索斯機械獸III（卡克蘭德）
- 電腦冒險記（三頭犬王）
- 大～集合！小魔女DoReMi[錨點失效]（中田幸治）
- 純情房東俏房客 春節特別篇（白井功明[3]）

2002年
- 小魔女DoReMi 大合奏！（中田幸治、兔子）
- SAMURAI DEEPER KYO（家臣）

2006年
- xxxHOLiC（男）
- MAJOR 2nd season（三宅陽介、青武館選手）
- 聲優白皮書（DJ）

2007年
- DARKER THAN BLACK -黑之契約者-（調査隊）
- MAJOR 3rd season（三宅陽介）

2008年
- ARIA The ORIGINATION（客）

2009年
- 第一神拳 New Challenger

### OVA
2002年
- 純情房東俏房客Again（白井功明[4]）

2004年
- 小魔女DoReMi 童年秘密篇[[[Wikipedia:格式手册/链接#章節|錨點失效]]]（中田幸治）

### 電影動畫
2006年
- 銀髮阿基德

### 遊戲
2003年
- The Wind from Rixcall（武智尚貴）

2004年
- 交響樂之雨（庫里斯·霍爾頓）
- （·緋·）

2008年
- Avalon Code（日语：アヴァロンコード）（瓦爾德皇子）

## 相關項目
- 野澤雅子（配音員、OFFICE野澤（日语：オフィス野沢）創立人，OFFICE野澤解散之後，加入野澤主宰新的舞台劇團「劇團Moonlight（日语：劇団ムーンライト）」）

## 外部連結
- 劇團Moonlight公式官網的團員簡歷 （日語）